# Le Continent des deux lunes
Le Continent des deux lunes est le troisième album de la série Le Scrameustache de Gos. L’histoire est publiée pour la première fois du no 1913 au no 1932 du journal Spirou, puis en album en 1976.

## Personnages
- Khéna
- Le Scrameustache
- Yamouth
- Pilili
- Oncle Georges
- Waterloo
- Ener Sleihcim
- Les Ramouchas

## Résumé
Khéna se fait enlever par des extraterrestres qui proviennent de sa planète d'origine. Ces derniers, qui sont des membres de sa famille, veulent savoir ce qui est arrivé aux parents de Khéna. Mais le responsable essaie d'empêcher le tout, n'hésitant pas à utiliser la force.

## Passage en langue russe
Après s'être exposé au rayonnement du « pion » (machine intégrée au Passe-Partout du Scrameustache, et qui permet d'apprendre une langue étrangère en quelques instants), le chien Waterloo prononce une phrase en russe (planche 5) : « Два внеземнъіх существа в каменоломне и ищут спрятанную там летящую тарелочку. » L'auteur ayant abandonné cette bulle à la sagacité du lecteur, en voici une traduction : Deux créatures extraterrestres sont dans la carrière et cherchent une soucoupe volante qui y est cachée.